# مریماک (ویرجینیا)
مریماک (به انگلیسی: Merrimac) یک منطقهٔ مسکونی در ایالات متحده آمریکا است که در شهرستان مونتگومری، ویرجینیا واقع شده‌است. مریماک ۴٫۷ کیلومتر مربع مساحت و ۲٬۱۳۳ نفر جمعیت دارد و ۶۰۵ متر بالاتر از سطح دریا واقع شده‌است.